# Dominique Dubarle
Pour les articles homonymes, voir Dubarle.
Dominique Dubarle (23 septembre 1907 à Biviers - 25 avril 1987 à Paris) est un  religieux et philosophe français. Dominicain, professeur au Saulchoir, il a été expert au concile Vatican II et doyen de la faculté de philosophie de l'Institut catholique de Paris de 1967 à 1973.

## Biographie
Il est le fils du capitaine André Dubarle.
Lycéen au Collège Stanislas, sa vocation fut influencée par l'enseignement religieux de l'aumônier de l'établissement, l'abbé Beaussart (futur évêque auxiliaire de Paris) ainsi que par son amitié avec son condisciple Jean Riondet (1907-1929), mort avant d'avoir pu entrer dans l'ordre des Dominicains. Dans une lettre adressée à Jeanne Riondet peu de temps après sa profession de foi solennelle, Louis Dubarle précisait la force de ce lien : 
"... je vous assure que j'ai beaucoup pensé pendant celle-ci à Jean, qui, lui, aurait été si heureux de mener la même vie que moi. J'ai senti sur moi son action du haut du Ciel, comprenant que, puisque très jeune, il avait réalisé comme une perfection d'équilibre surbaturel, le Bon Dieu l'avait trop aimé pour ne pas le prendre tout de suite dans cette cité vivante du Ciel ; mais que, cependant, il ne se désintéressait pas pour autant de la terre, pour laquelle il devenait pas ses souffrances, sa mort et l'on peut dire sa sainteté, comme un réservoir de grâces. J'aurai plus tard à en être en grande partie le dispensateur, et c'est pour cela que j'ai l'ultime conviction que votre cher Jean participera d'une manière très puissante et très efficace à mon sacerdoce..." (archives familiales).
Le père Dubarle collabora avec Louis Leprince-Ringuet à résoudre des problèmes de physique nucléaire. Il contribua à faire connaître la cybernétique en France dès 1948 et écrivit un essai sur Norbert Wiener.
La pensée de Dominique Dubarle, doyen de la Faculté de philosophie de l'Institut catholique de Paris (1967-1973), est formée à la logique mathématique et à l'épistémologie des sciences, suivant la voie tracée par Aristote et Thomas d'Aquin. Sur le front de l'ontologie, Dubarle est en dialogue avec la pensée hégélienne.
En 1964, il participe en tant que religieux à la Semaine de la pensée marxiste et publie Pour un dialogue avec le marxisme, qui est vivement critiqué  par le père Philippe de la Trinité au Vatican. 
Il est le frère d'André-Marie Dubarle (1910-2002), également dominicain et professeur au Saulchoir.

## Ouvrages
- La civilisation et l'atome, paru en 1964.
- Humanisme scientifique et raison chrétienne, paru en 1964.
- Pour un dialogue avec le marxisme, paru en 1964
- L'ontologie de Thomas d'Aquin, cours de 1976-1977, paru en juin 1996.
- Approche d'une théologie de la science paru en 1967.

## Apparition cinématographique
- 1965 : Entretien sur Pascal d'Éric Rohmer
- Son livre L'Entretien sur Pascal est amplement mentionné dans le film Ma nuit chez Maud d'Éric Rohmer.